# Días de humo
Días de humo (originalmente en euskera: Ke arteko egunak, lit. 'Días de humo/Días entre humo') es una película española en euskera de 1990 dirigida por Antonio Eceiza.
Fue preestrenada en septiembre de 1989 en el Festival de Cine de San Sebastián y ganó el Premio Donostia. Su estreno fue el 7 de septiembre de 1990.
En su momento, fue la cuarta película en euskera más vista de la historia: tuvo 51 663 espectadores y recaudó 103.536,43 €.

## Historia
La película fue rodada en la primavera de 1989 como el primer largometraje sobre temas de Euskal Herria que Eceiza ya había probado a lo largo de 20 cortometrajes dirigidos entre 1975 y 1985.
La trama, muy común en el cine vasco de los 80, sigue a un personaje que retorna al lugar y encuentra problemas para reconocer, tanto el lugar como a sí mismo dentro de él.
La película fue estrenada en la sección oficial del XXXVIII.º Festival Internacional de Cine de San Sebastián, donde se llevó el Premio San Sebastián.

## Sinopsis
Veinte años después, Pedro Sansinenea regresa al País Vasco. Él llevaba mucho tiempo en México y marchó allí porque el ambiente era asfixiante. Cuando regresa a San Sebastián, se encuentra con un mundo muy cambiado, muy distinto al que conoció en su juventud. Esta incapacidad de adaptación, su avanzada edad y su problema con el alcohol lo convierten en un solitario y un vagabundo. Vaga lastimosamente de un lugar a otro en una ciudad devastada por el conflicto vasco. Inicia una relación con Lourdes, comienza a buscar a la familia que abandonó hace mucho tiempo –ahora, su hija es una prisionera de ETA–… Pero todos los esfuerzos son en vano. El personaje no logra reingresar a la sociedad que abandonó veinte años antes. Algunas de las circunstancias que lo hacían insoportable persisten y hay otras nuevas.

## Personajes
- Pedro Armendáriz Jr. : Pedro Sansinene[5]
- Patxi Bisquert
- Teresa Calo
- Xabier Elorriaga
- Elena Irureta
- Iro Landaluze
- Elene Lizarralde
- Pilar Rodríguez
- José Ramón Soroiz
- Carlos Zabala
- Ikerne Letamendi
- Patxi Ugalde

## Características técnicas
| Dirección          | Antonio Eceiza                                |
| Guion              | Antonio Eceiza, Usoa Urbieta y Koldo Izagirre |
| Productores        | Luis Goya e Iñaki Ros                         |
| Música             | Michel Portal                                 |
| Fotografía         | Alfredo F. Mayo                               |
| Edición            | José Salcedo, Rosa Ortiz y Meco Paulorroga    |
| Decoración         | Paeio Villalba y J. Ignacio Burgueño          |
| Efectos especiales | Iñaki Gómez                                   |

## Crítica
La película, nutrida de vivencias biográficas de su directos y alineada sobre el conflicto vasco con las hipótesis defendidas en aquellos años por Herri Batasuna, recibió críticas de diversa índole.
Los historiadores de cine Josetxo Cerdán Los Arcos y Jaime Pena Pérez, hablan de un problema narrativo al ahogar el relato fílmico por el discurso, contraponiendo el film a Ander eta Yul de Ana Díez, del año anterior, como ejemplos de películas cada una alineada con un discurso pero con idénticos problemas narrativos.
En su estreno, el crítico de El País Ángel Fernández-Santos calificó la película de «sólido guión con magníficos diálogos» y sólo destacó «un par de caídas de ritmo».